# Bobomigi
Bobomigi – znaki opierające się na języku migowym, służące komunikowaniu się z niemowlętami (także w słyszących rodzinach), nazywane językiem migowym dla niemowląt. Używanie migania w komunikacji z niemowlętami opiera się na założeniu, że dziecko jest w stanie się komunikować zanim wykształci umiejętność kontroli aparatu mowy.
Zwolennicy migania z dziećmi argumentują, że dzięki jego wykorzystaniu możliwy jest obustronny kontakt z niemowlęciem od razu, gdy rozwój koordynacji ręka-oko pozwala mu na powtórzenie prostych znaków najpopularniejszych słów, takich jak: jeść, pić, spać, mleko, światło, miś. Ma to miejsce od około dziewiątego miesiąca życia dziecka, po mniej więcej dwumiesięcznym okresie konsekwentnego powtarzania przyjętych znaków (dla porównania – dziecko wypowiada pierwsze proste słowa około dwunastego miesiąca życia).
Bobomigi zostały opracowane na potrzeby polskojęzycznych dzieci przez Danutę Mikulską bazują na znakach polskiego języka migowego, choć nie muszą być ich dokładnym odzwierciedleniem. Polska wersja bobomigów opiera się na metodzie „SIGN2BABY” Josepha Garcii.
Każdy utworzony w ten sposób znak migowy jest chrematonimem – ważne, by był wprowadzany konsekwentnie przez wszystkie osoby rozmawiające z dzieckiem. Wzmocnienie przekazu następuje dzięki jednoczesnemu pokazaniu danej rzeczy, foniczne wypowiedzenie jej nazwy oraz wprowadzenie właściwego bobomigu.

## Przykłady bobomigów
- Wyjść - wyciągnij zwiniętą rękę i obracaj dłonią tak, jakbyś przekręcał (okrągłą) klamkę.
- Jeść - zbliżaj do buzi rękę zwiniętą tak, jakbyś w koniuszkach trzymał cukierka.
- Pić - gest jakbyś pił ze szklanki.
- Spać - złóż "modlitewnie" obie ręce do któregoś z policzków i przechyl w tę stronę głowę zamykając oczy.
- Przytulać - owiń ręce dookoła swojego ciała, tak jakbyś się przytulał.
- Mleko - trzymasz zwiniętą rękę z kciukiem do góry, otwierasz ją i zamykasz jak przy dojeniu krowy.[3]

## Badania naukowe
Badania naukowe w tej dziedzinie prowadzone są od końca lat 70. XX i potwierdzają wpływ migania na rozwój językowy, emocjonalny, intelektualny, a także ruchowy niemowląt. Migające dzieci wykazują duże zdolności językowe, matematyczne i komunikacyjne. Mają rozwiniętą wyobraźnię przestrzenną, pamięć oraz koncentrację.

### Sign with Your Baby - badania Josepha Garcii
- Koniec lat 70. – tłumacz ASL Joseph Garcia obserwuje słyszące dzieci głuchych rodziców.
- 1987, Alaska Pacific University – rozpoczęcie badań nad wykorzystaniem języka migowego w komunikacji z dziećmi słyszącymi.
- Wyniki badań – dzieci mogą się komunikować już w wieku 8-9 miesięcy; miganie korzystnie wpływa na rozwój mowy, przyspiesza mówienie oraz zwiększa zakres słownictwa.
- 1999 – powstaje pierwszy program edukacyjny dla rodzin słyszących o nazwie SIGN with your BABY Complete Learning Kit.

### Baby signs - badania Lindy Acredolo oraz Susan Goodwyn
- Od 1982 – badania Lindy Acredolo oraz Susan Goodwyn ufundowane przez National Institute of Health.
- Powstanie metody Baby Signs – pomysł wyprzedzenia etapu spontanicznego tworzenia gestów przez niemowlęta.
- Długoterminowe badania nad wpływem programu edukacyjnego na rozwój mowy dzieci (grupa badawcza – ponad 140 słyszących rodzin)
- 24-miesięczne dzieci mówią co najmniej jak dzieci 27- i 28-miesięczne, budują znacznie dłuższe zdania.
- 36-miesięczne dzieci z grupy z językiem migowym mówią jak dzieci 47-miesięczne.
- Dzieci 8-letnie - przewaga 12 punktów IQ nad niemigającymi rówieśnikami.
- 1996: publikacja Baby Signs: How to Talk with Your Baby before Your Baby Can Talk („Jak rozmawiać z dzieckiem, zanim jeszcze zacznie mówić”).